# جمار ویلسون
جمار ویلسون (انگلیسی: Jamar Wilson؛ زادهٔ ۲۲ فوریهٔ ۱۹۸۴) بازیکن بسکتبال اهل ایالات متحده آمریکا است.